# Dörben Oirat
Dörben Oirat (mongolisch: Дөрвөн Ойрад, „Allianz der Vier“) war eine Stammeskonföderation westmongolischer Stämme von 1368 bis ins 17. Jahrhundert.

## Anfang
Nach dem Zerfall des Mongolenreiches, dem Ende der Yuan-Dynastie und dem Rückzug der Mongolen aus China 1368 lebten die westmongolischen Stämme wieder in der Umgebung des Altai. Dort bildeten sie eine Stammes-Konföderation aus vier Stämmen, die Dörben Oirat genannt wurde und bis 1636 bestand. Möngke-Temür, ein hoher Würdenträger der Yuan, wurde 1368 erster Anführer der Oiraten, ihm folgten Mahamu (Mahmud), Taiping und Batu-bolad.
Die vier Hauptstämme waren die Chorosen, Dürbeten, Torguten und Choschuten, ihre Angehörigen wurden auch als Oiraten bezeichnet.
Während ihrer Kriege schlossen sie sich immer wieder mit anderen Stämmen zusammen, so wechselte die Zusammensetzung der Föderation ständig.

## Aufstieg

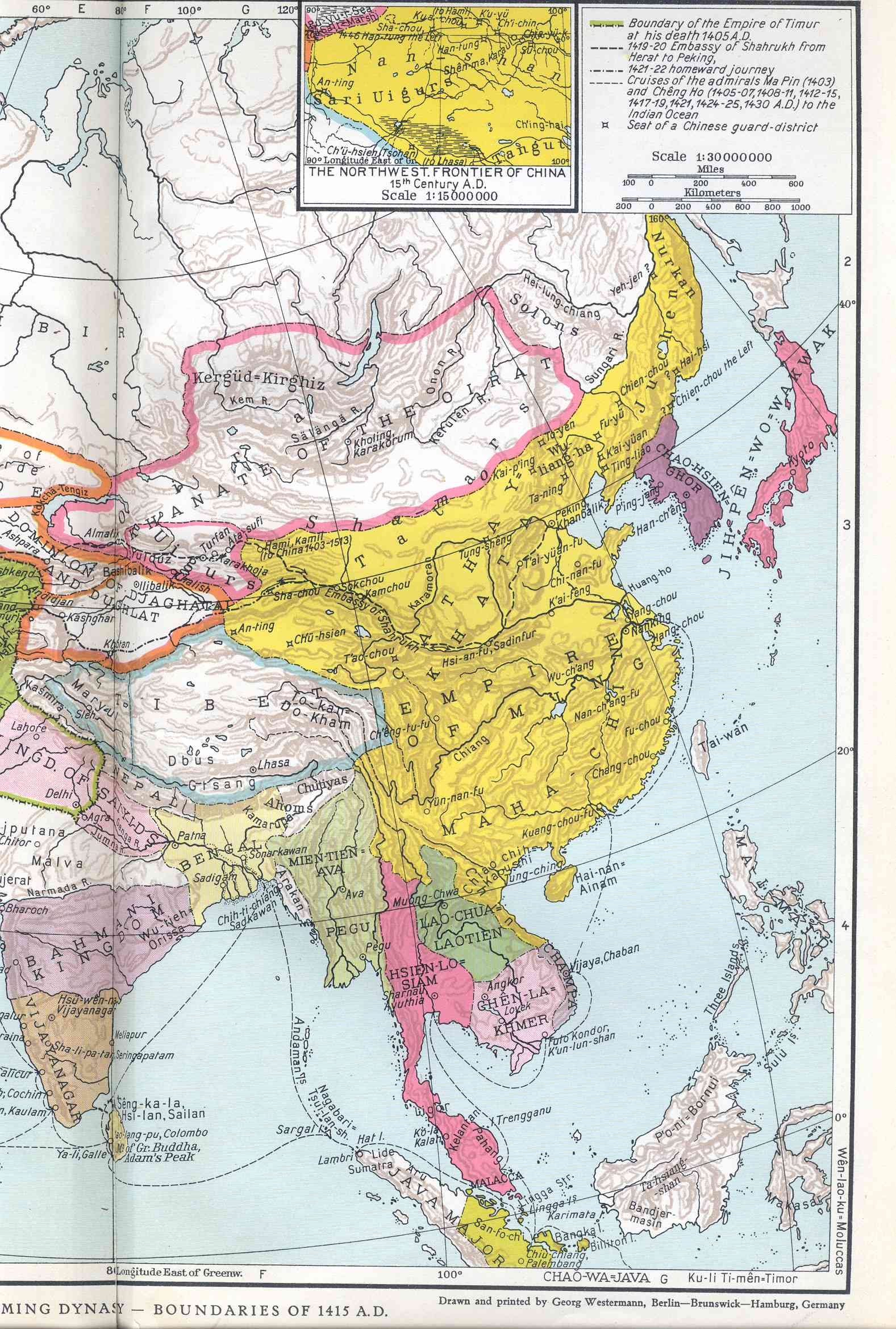
Das Ming-Reich und das Khanat der Oiraten='Khanate of the Oirat' zur Zeit seiner größten Expansion, 1415

Als der Ming-Kaiser Yongle 1409 von den Mongolen unter Öljei Temür Khan (dem Khan der Nördlichen Yuan) die Anerkennung seiner Oberherrschaft verlangte, wurde ihm dies von den Oiraten verweigert. Eine Streitmacht der Ming konnten die Oiraten im nächsten Jahr noch abwehren, doch 1412 zwangen starke Streitkräfte unter Yongle den Khan zur Flucht nach Westen. In der Folgezeit stritten die mongolischen Stämme um die Vorherrschaft.
Im Jahr 1439 folgte Esen Tayishi seinem Vater Toghon Tayishi als Führer der Chorosen und der Oiraten. Unter seiner Führung eroberten die Oiraten auch den Rest der Mongolei, indem sie unter anderem die Jurchen und Urianchai unterwarfen und die Kontrolle über die Oase Hami an der Seidenstraße – zwischen den Wüsten Gobi und Takla Makan – übernahmen.
1449 gelang Esen Tayishi die Gefangennahme des Ming-Kaisers Zhengtong nach einem Sieg bei Tumu (Tumukrise). Er konnte seinen Erfolg aber nicht weiter ausnutzen und musste sich mit einem Lösegeld begnügen.
Danach forderte Esen Tayishi den nominellen Mongolen-Khan der Nördlichen Yuan, Toyto Bugha (seinen Schwager, reg. 1439–1452) auf, seine Nachfolge zugunsten der Oiraten zu regeln. Der weigerte sich und bezahlte die sich anschließende Auseinandersetzung mit seinem Leben, so dass sich Esen Tayishi, obwohl kein Dschingiside, nun selbst zum Khan machte. Bereits 1455 starb er in einem inner-oiratischen Konflikt.

## Niedergang
Esen Tayishi Nachfolger war – gemäß dem Verfasser des Geschichtswerks Tārīḫ-i Rašīdī (تاريخ رشيدى), Mirza Muhammad Haidar Dughlat – sein Sohn Amasandji. Die Oiraten schienen zu dieser Zeit trotz äußerer Erfolge, wie einem großen Sieg über die Usbeken 1456/57 und über den Tschagatei-Khan Yunus, den inneren Zusammenhalt verloren zu haben. Um 1468 siegte unerwartet die Streitmacht der Nördlichen Yuan und die Oiraten zogen unter verschiedenen Anführern in mehrere Richtungen auseinander. Das bedeutete das Ende des Dörben Oirat.
Die Oiraten waren nun über weite Entfernungen verteilt, trotzdem pflegten sie untereinander enge Beziehungen. Ab 1640 war die Mehrheit der Oiraten im Dsungarischen Khanat wieder vereint.
Im Laufe der Zeit prägte der Begriff Oiraten selbst das Bild eines westmongolischen Stammes, obwohl es sich ursprünglich um einen Bund von Stämmen handelte.